# Hilda Gurney
Hilda Gurney, née le 10 septembre 1943 à Los Angeles, est une cavalière américaine de dressage. 
Elle est médaillée de bronze de dressage par équipe aux Jeux olympiques de 1976 à Montréal.